# 自由ドイツ青年団

FDJのロゴ

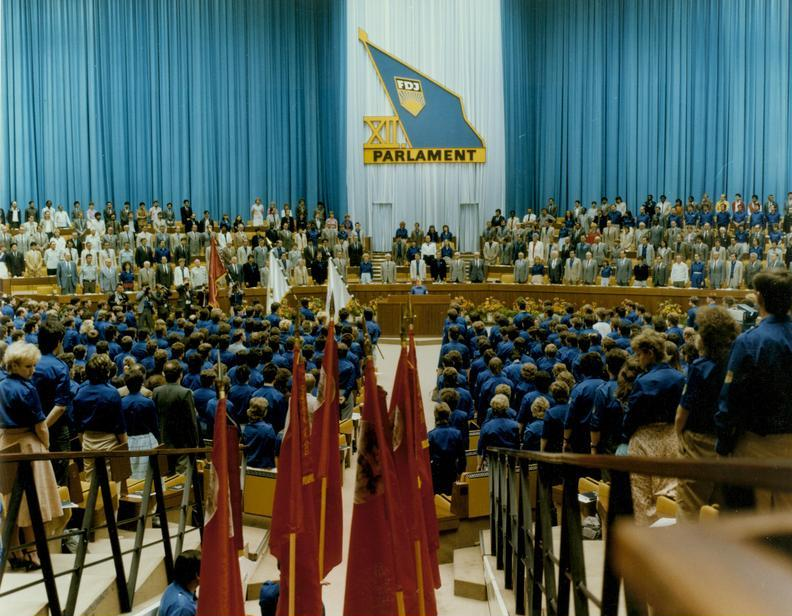
共和国宮殿で行われたFDJ第12回大会(1985年)

自由ドイツ青年団（じゆうドイツせいねんだん、ドイツ語: Freie Deutsche Jugend、略称：FDJ）は、ドイツ民主共和国（旧東ドイツ）における支配政党であったドイツ社会主義統一党傘下の青年組織。旧ソ連でのコムソモールに相当する。

## 概説
14歳から25歳の男女を対象とし、75%に上る東ドイツの青少年が加入していた。通常テールマン・ピオネール(6歳から14歳)の構成員であった青少年がエスカレーター式に加入した。
「労働者党（ドイツ社会主義統一党のこと）の信頼できる補助団体、かつ戦闘的予備組織」であるとされ、国民戦線の構成団体でもあり、更には人民議会にも代表を置いていた。FDJの政治的･思想的目標は東ドイツにおける青少年の教化、マルクス・レーニン主義の宣揚および共産主義的行動の促進であった。名目上、自由意志による参加が原則とされたが、実際には加入しない青少年は組織的な休暇活動への参加ができず、更には高等教育・就職等の制限があった。加入を拒んだ青少年の大半は宗教的理由によるものである。
前述の通り、当該年代層国民の全員加入を事実上強制的に目指していた点において、（将来の政権政党幹部候補生養成が主目的だった事もあり）厳選な選抜制度を経て入団が認められる旧ソ連の「コムソモール」「ピオネール」および中国の「中国共産主義青年団」（或いは旧ナチス・ドイツの「ヒトラーユーゲント」）とは大きく異なる。
活動の目的は東ドイツ青少年に対するマルクス･レーニン主義の滋養に向けられたが、それだけに制限されるものではなかった。傘下のJugendtourist（青少年旅行社）を通して多数の休暇活動を主催したり、またディスコやロックコンサートをも運営することがあった。
2013年現在も存続しており左翼党と本部を共有しているが、組織としての関係は持っていない。

## 歴代議長
- アドルフ・ブーフホルツ (Adolf "Call" Buchholz) 1938 – 1942
- ホルスト・ブラッシュ (Horst Brasch) 1942 - 1945
- アルフレート・クレーベルク (Alfred Kleeberg) 1945 - 1946
- エーリッヒ・ホーネッカー (Erich Honecker) 1946 - 1955
- カール・ナモケル（Karl Namokel）1955 – 1959
- ホルスト・シューマン (Horst Schumann) 1959 – 1967
- ギュンター・ヤーン (Günther Jahn) 1967 – 1974
- エゴン・クレンツ (Egon Krenz) 1974 – 1983
- エーベルハルト・アウリッヒ (Eberhard Aurich) 1983 – 1989
- イェーンス・リュッカー (Jens Rücker) 1991